# Integrierte Navigation
Integrierte Navigation ist über die Steuerkunst hinaus die optimale Kombination der einzelnen Navigationsverfahren. Damit gewinnt die moderne Ortsbestimmung und Steuerung von Land-, Wasser- und Luftfahrzeugen sowohl an Genauigkeit als auch an Zuverlässigkeit.

## Gewichtete Kombination von Messdaten
Wenn Navigation – kurzgefasst – die Steuerung eines Fahrzeugs zum vorgewählten Ziel ist, dann vereinigt die Integrierte (oder hybride) Navigation mehrere Navigationsmethoden und gewichtet sie nach Genauigkeit und Zuverlässigkeit. Die optimal errechnete („wahrscheinlichste“) Position erlaubt dann umgekehrt Aussagen darüber, ob das gewählte Daten- und Steuerungs-Modell das beste war.
Seit den 1980er-Jahren entwickeln sich die Navigationssysteme zu automatisierten Verfahren der Positionsbestimmung in den Bereichen Seefahrt, Luftfahrt, im Straßenverkehr und bei der Landvermessung (Geodäsie).
Bei den „Fahrzeugen“ vom Typ Schiff und Flugzeug werden diese Entwicklungen am raschesten vorangetrieben, spielen aber auch für Geodatenerfasser, große landwirtschaftliche Maschinen und LKW-Fahrzeugflotten eine Rolle. Die Navigation privater PKWs kombiniert weniger einzelne Elemente, da eine wichtige Datenquelle die digitale Karte ist.

## Die wichtigsten Datenquellen
Die einzelnen Navigationsarten, die sinnvollerweise in ein Hybrides Modell einfließen, sind:
- Die Koppelnavigation – laufende Ortsbestimmung aus Kurs und Geschwindigkeit. Durch Berechnung der Abdrift wird der Wind berücksichtigt; Dopplerradar und andere Zusatzdaten steigern die Genauigkeit.
- Die Trägheitsnavigation – autonome Navigation durch Verwendung von Beschleunigungsmessern und Kreiseln.
- Bei der Funknavigation werden Sendestationen benutzt, die Funksignale zur Positionsbestimmung aussenden. Von den Dutzenden Verfahren sind die wichtigsten:
  - Peilung (Radiokompass, ADR), Richtungssendeverfahren (VOR und TACAN, Consol und Derivate),
  - und die Hyperbelverfahren Decca und LORAN C (bis ~2000 auch das globale Omega).
- Bei der Satellitennavigation (siehe auch GPS und Galileo) werden Signale von Satelliten genutzt; ihre Laufzeiten zum Empfänger "schneiden" dessen Position aus der Erdkugel heraus.
- Die astronomische Navigation – die Ortung durch Beobachtung von Gestirnen (Sonne, Sterne und Planeten) – ist derzeit nur in der Raumfahrt eine wichtige Datenquelle. Im Flug und terrestrisch hat sie seit etwa 10 Jahren durch GPS an Bedeutung verloren. Sie kann aber in Zukunft wieder zur Hybridnavigation beitragen, wenn neue Sensoren das Auge ersetzen.

Zwar sind auch andere Methoden für Piloten und Navigatoren wichtig, doch eher für ihr Raumgefühl als zur reinen Ortung. Zu ihnen zählen:
- der Gleichgewichts- und Muskelsinn,
- die Sichtnavigation – Vergleich von Karte und Gelände und unbewusster Aufbau eines "mentalen Modells",
- die terrestrische Navigation – Ortung in Küstennähe anhand von Landmarken (markante Punkte an Land und Seezeichen).

Diese Methoden lassen sich teilweise auch schwer mathematisch modellieren, obwohl an der Nachbildung der menschlichen "eingebauten Systeme" schon lange geforscht wird.

## Spezielle Entwicklungen
Spezielle Entwicklungen betreibt das Stuttgarter Institut für Navigation, das in den 1960ern von Karl Ramsayer gegründet wurde. Aus den früheren „automatischen Koppelkarten“ hat sich hier eine Forschungsrichtung herausgebildet, die mit Methoden digitaler Filterung (z. B. Kalman-Filter) die Bestimmung typischer Sensorfehler und damit genauerer Positionen ermöglicht. In diesem Zusammenhang wird meist von Verfahren der "Schätzung" gesprochen. Dies mag den Laien verwundern, wenn es um Genauigkeiten bis auf wenige Zentimeter und Meter geht. Doch kommt das Wort aus der technischen Statistik, wo nichts als völlig fehlerfrei betrachtet wird.

### Sachbücher zur Entwicklung der Navigation
- H. C. Freiesleben: Geschichte der Navigation. F. Steiner Verlag, Wiesbaden 1978, ISBN 3-515-02370-4.
- G. Hilscher: Flug ohne Sterne. Siegfried Reisch – Pionier der Trägheitsnavigation. 1992, ISBN 3-907175-21-2.

### Sachbücher zum  aktuellen Stand integrierter Navigationssysteme
- J. F. Wagner: Zur Verallgemeinerung integrierter Navigationssysteme auf räumlich verteilte Sensoren und flexible Fahrzeugstrukturen. (= Fortschritt-Berichte VDI. Reihe 8, Nr. 1008). VDI Verlag, Düsseldorf 2003, ISBN 3-18-500808-1.

- S. Winkler: Zur Sensordatenfusion für integrierte Navigationssysteme unbemannter Kleinstflugzeuge. Shaker Verlag, Aachen 2007, ISBN 978-3-8322-6060-6.